# Église Notre-Dame-de-la-Salette de Saint-Privat-de-Vallongue
Pour les articles homonymes, voir Notre-Dame et Notre-Dame de la Salette (homonymie).
L'église Notre-Dame-de-la-Salette de Saint-Privat-de-Vallongue est une église catholique romaine située à Saint-Privat-de-Vallongue, en France.

## Localisation
L'église est située sur la commune de Saint-Privat-de-Vallongue, dans le département français de la Lozère.

## Historique
L'édifice est inscrit au titre des monuments historiques en 1979.

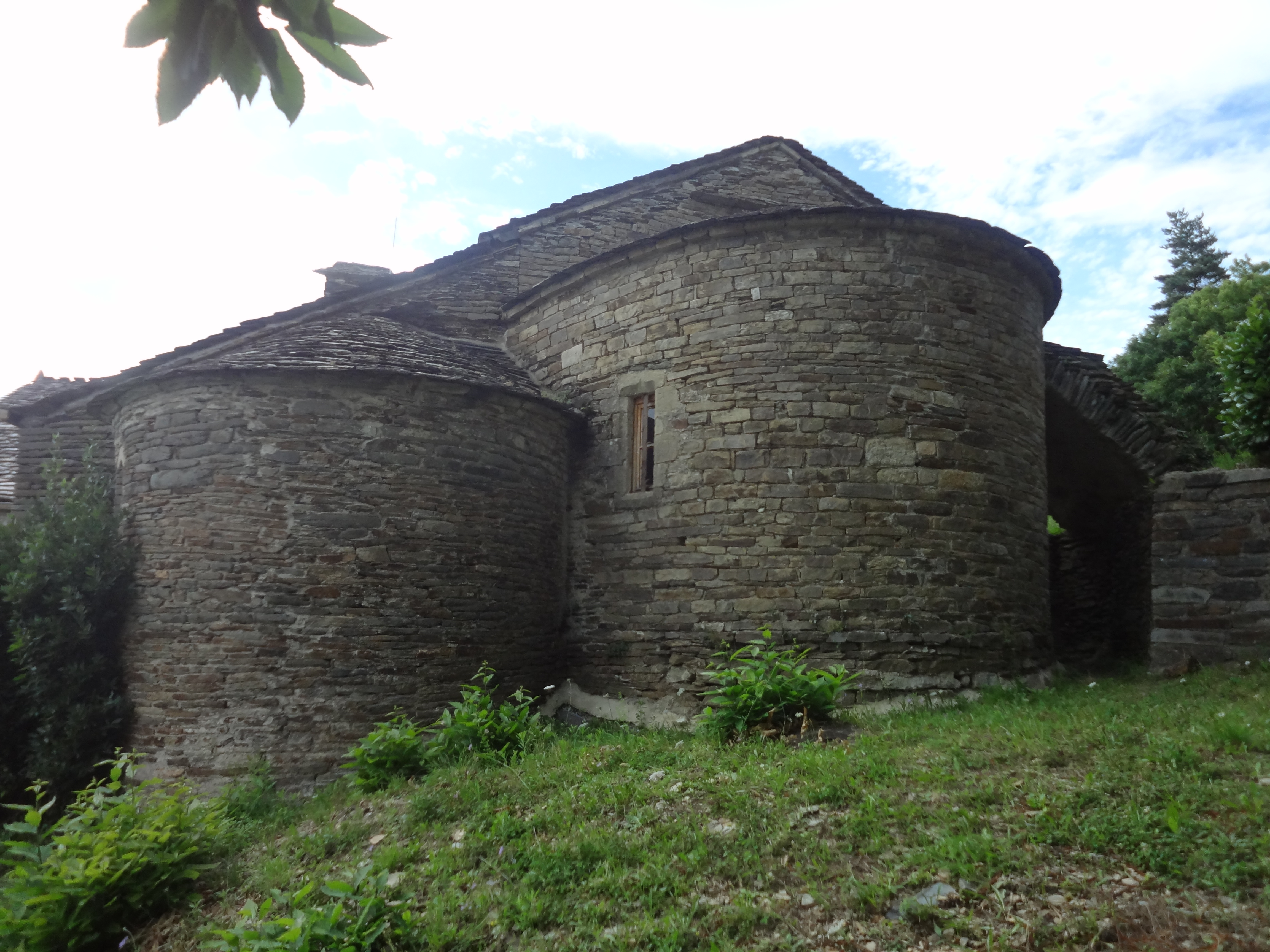
Le chevet
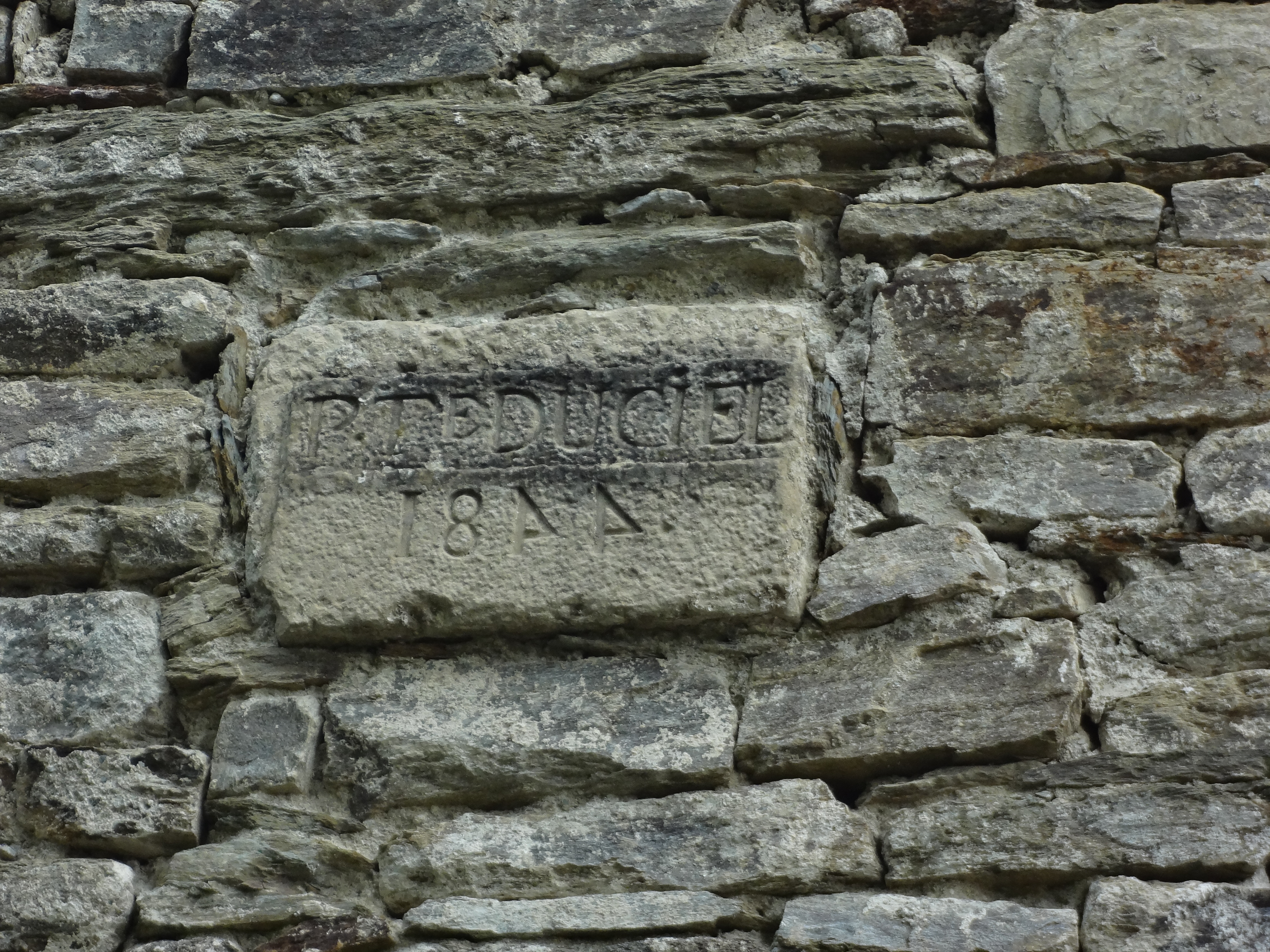
Chronogramme